# ویلیش
شهر ویلیش (به آلمانی: Willich) در ایالت نوردراین-وستفالن در کشور آلمان واقع شده‌است.